# Elizabeth Beisel
Elizabeth Lyon Beisel, född 18 augusti 1992 i Saunderstown, Rhode Island, USA, är en amerikansk simmare.